# Нюрнберзька міська електричка
Нюрнберзька міська електричка, Нюрнберзький S-Bahn (нім. S-Bahn Nürnberg) — мережа S-Bahn, швидкісної залізниці у Середньофранконській агломерації, що розташовується у Нюрнбергу, Фюрті та Ерлангені. Система заснована в 1987 році, складається з чотирьох ліній загальною протяжністю 272,4 кілометри. Планується будівництво ще двох ліній. Система оплати проїзду така ж, як на автобусах, трамваях, і метро.

## Лінії

### Маршрути ліній
| Лінія | Маршрут                                                                         | Довжина | Кількість станцій | Час у дорозі |
| S1    | Бамберг — Форхгайм — Ерланген — Фюрт — Нюрнберг — Лауф — Херсбрук — Гартмансгоф | 99,6 км | 37                | 96 хв        |
| S2    | Рот — Швабах — Нюрнберг — Фойхт — Альтдорф                                      | 49,6 км | 23                | 58 хв        |
| S3    | Нюрнберг — Фойхт — Ноймаркт                                                     | 36,2 км | 10                | 32 хв        |
| S4    | Нюрнберг — Ансбах — Домбюль                                                     | 67,1 км | 16                | 59 хв        |
| S5    | Нюрнберг — Аллерсберг (Ротзее)                                                  | 25,4 км | 2                 | 15 хв        |

## Галерея

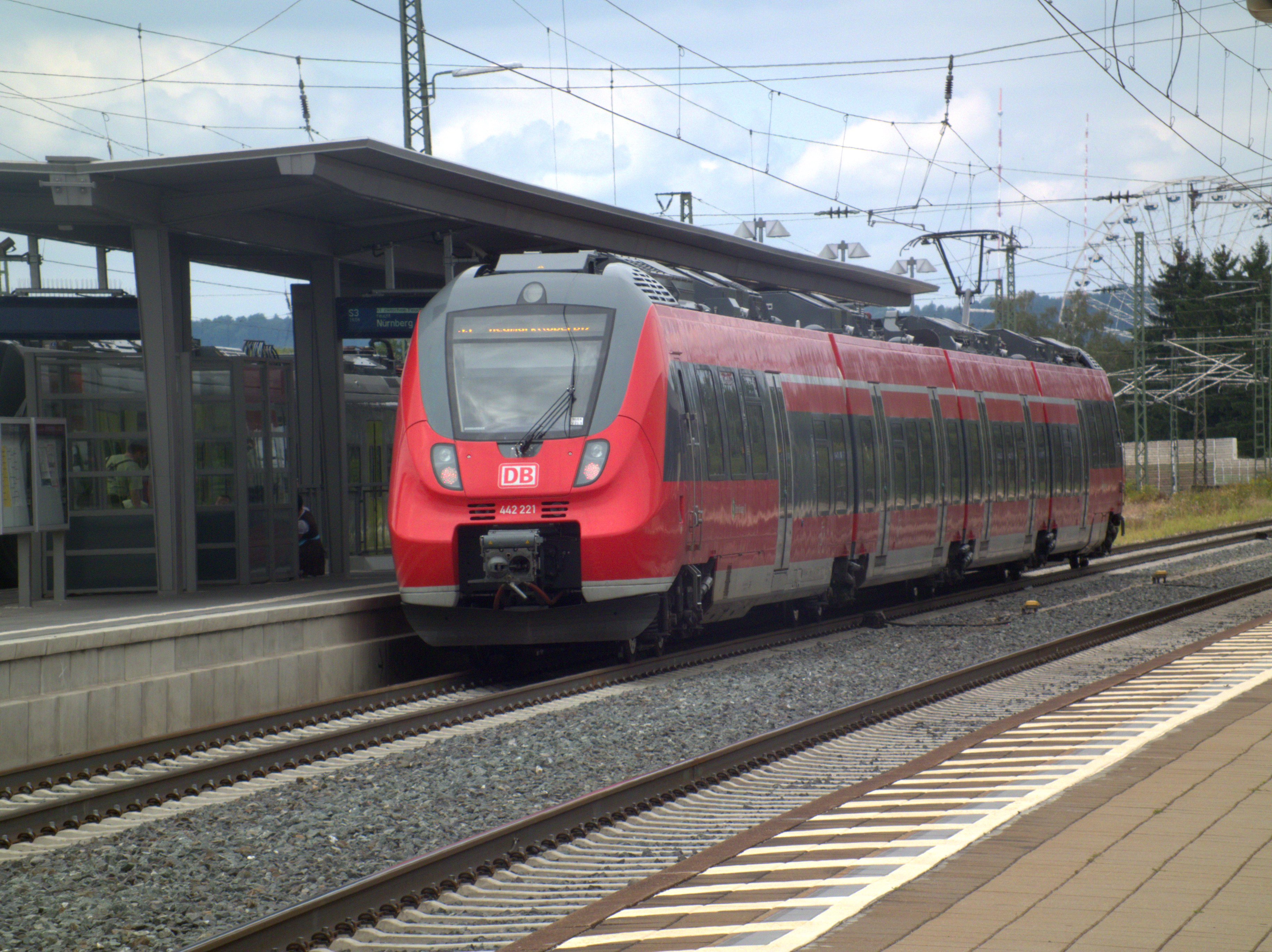
Поїзд на станції «Ноймаркт»
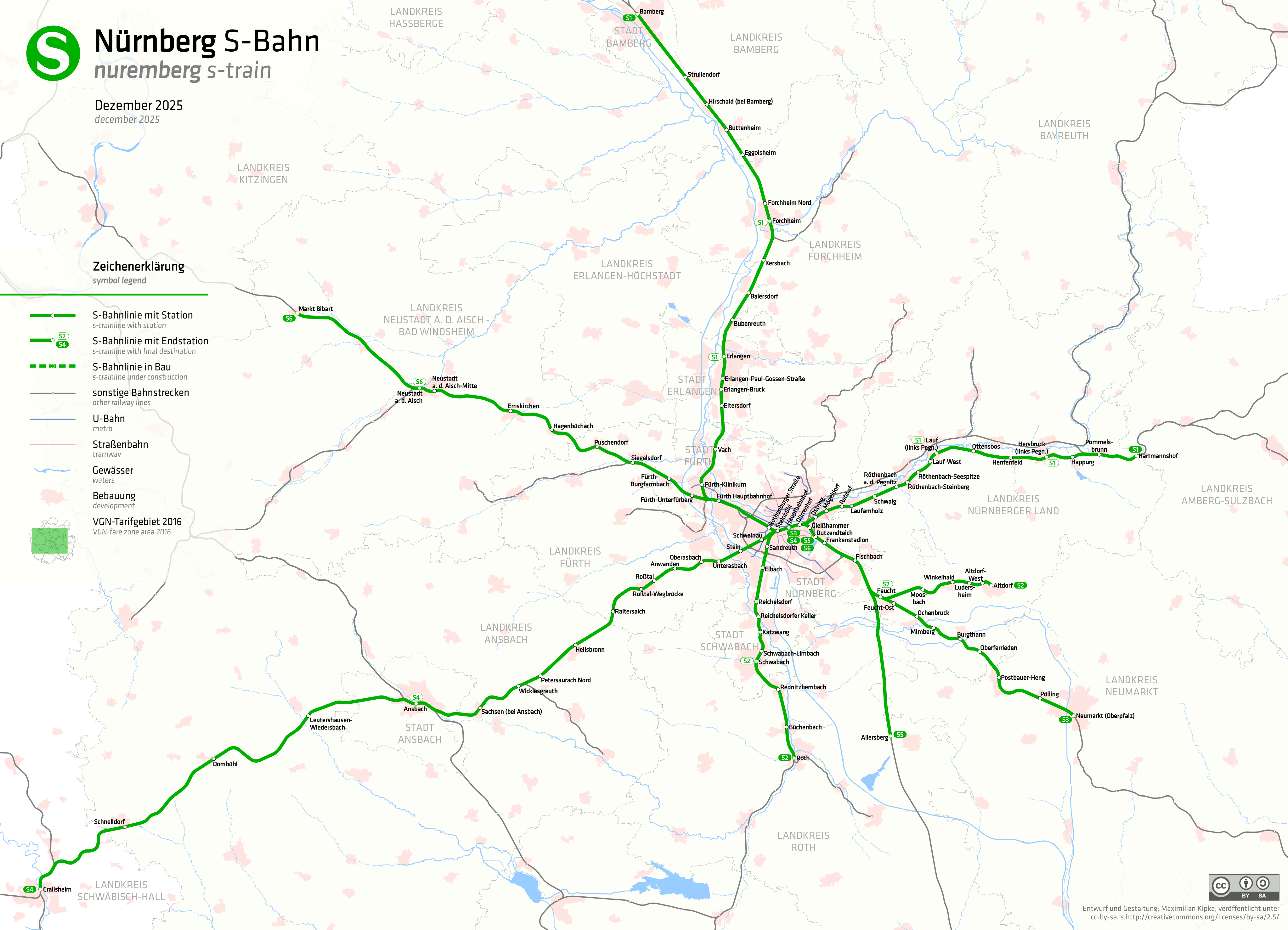
Карта зупинок електрички